# 가산 전투
가산 전투(한국 한자: 架山 戰鬪)는 1950년 9월 1일부터 9월 15일까지 대한민국 가산 인근에서 일어난 한국전쟁 초기 유엔군과 조선인민군 사이의 교전이다. 이 전투는 부산 교두보 전투의 일부이며, 다른 전투들과 동시에 일어난 여러 대규모 교전 중 하나이다. 전투는 다수의 미군과 대한민국 육군이 조선인민군의 공격을 방어한 뒤 반격하여 유엔군의 승리로 끝났다.
조선인민군 제1사단과 제13사단은 낙동강 대공세의 일환으로 대구를 함락시키려는 시도를 하였다. 북한군은 도시 북쪽의 고지대로 진격하여 미 제1기병사단과 국군 제1사단과 대치했다. 조선인민군은 꼭대기에 위치한 옛 산성을 점령하기 위해 가산 902고지와 같은 많은 언덕들을 점령하려고 했다.
요새 안팎에서 2주간의 전투 끝에 인민군은 가산과 755, 314고지에서 남쪽으로 유엔군을 점차적으로 밀어낼 수 있었지만, 유엔군이 강하게 버텨서 인민군은 신속하게 유엔군을 밀어내지 못했다. 유엔군은 끈질기게 지상에서 방어하며 공병대를 배치해 최전선에서 싸울 수 있도록 했고, 결국 9월 15일과 9월 16일에 걸쳐 일어났었던 인천 상륙 작전에서 인민군이 측면 공격을 받을 때까지 인민군이 진격하지 못하도록 막았다. 부산 경계선에서의 탈출로 조선인민군을 몰아낼 수 있었다.

## 배경

### 낙동강 방어선 전투
조선인민군은 조선민주주의인민공화국의 남침으로 인한 한국 전쟁의 발발 이후 남한의 붕괴를 막기 위해 파견된 유엔군과 미군보다 인력과 장비에서는 우위에 있었다. 조선인민군은 남하하는 모든 경로에서 유엔군을 공격적으로 추격하고 정면에서 공격하는 전술을 취했다. 조선민주주의인민공화국은 이러한 전술로 6월 25일 첫 공세부터 8월까지 효과적으로 유엔군을 격파하며 남쪽으로 진격하려 했으며, 두 사단 모두 협공 작전을 취했다. 그러나 8월 부산 교두보에 있던 미군 제8사단 휘하의 유엔군은 조선인민군이 측면 공격을 할 수 없는 반도를 따라 계속 방어선을 구축했고, 유엔군의 훌륭한 병참 체계로 유엔군에 더 많은 물자가 유입되며 유엔군의 수적 열세는 줄어들었다.

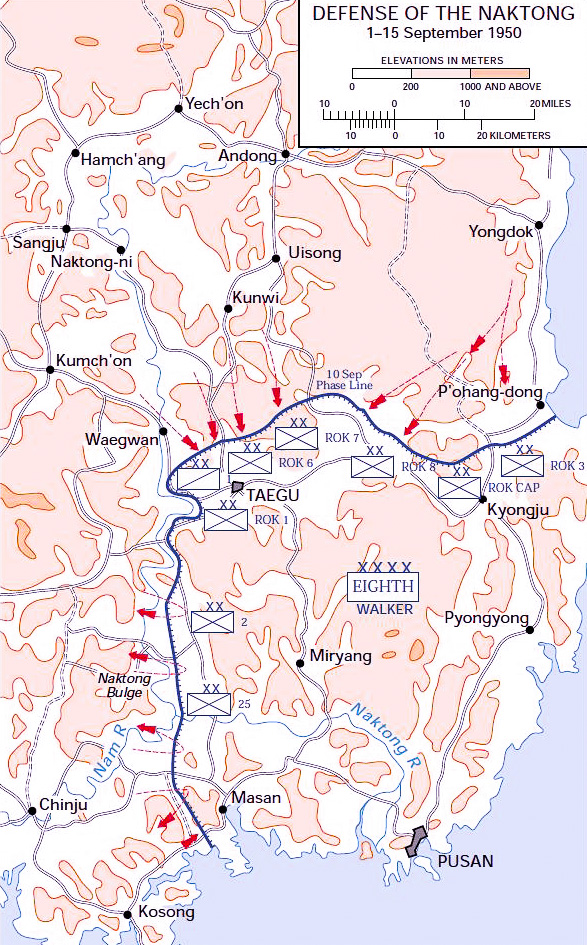
1950년 9월 최북단 구간에 있는 경주 회랑의 부산 방어선 지도

8월 5일 조선인민군이 부산 방어선에 접근했을 때, 그들은 방어선에 접근하는 네 가지 주요 경로에서 동일한 정면 공격 기술을 시도했다. 8월 내내 조선인민군 제6사단과 이후 나온 조선인민군 제7사단은 마산 전투에서 미국 제25보병사단과 교전을 벌였고, 처음에는 유엔군의 반격을 격퇴하며 고암리 전투와 서북산 전투에서 반격했다. 이 공격은 충분한 장비와 예비군을 갖춘 유엔군이 조선인민군의 공격을 반복적으로 격퇴하면서 중단되었다. 마산 북쪽에서는 조선인민군 제4사단과 미국 제24보병사단이 낙동강변 지역에서 전투를 벌였다. 제1차 낙동강 전투에서 조선인민군 사단은 미군 예비군이 대거 투입되어 강을 건너 교두보에서 철수할 수밖에 없었고, 8월 19일 조선인민군 제4사단은 50%의 사상자를 내고 강을 다시 건너게 되었다. 대구 지역에서는 대구 전투에서 조선인민군 5개 사단이 유엔군 3개 사단에 의해 격퇴되었다. 특히 조선인민군 제13사단이 공격을 받아 거의 완전히 파괴된 볼링장 전투가 일어난 장소에서 격렬한 전투가 벌어졌다. 동해안에서는 포항 전투에서 조선인민군 3개 사단이 추가로 포항에서 격퇴되었다. 전선에서 조선인민군은 이 패배로 전쟁 중 처음으로 전술이 제대로 작동하지 않으며 휘청거렸다.

### 9월 공세
조선인민군 사령부는 새로운 공세를 계획하면서 유엔 해군의 지원 때문에 유엔군을 측면으로 공격할 수는 없다고 판단했다. 대신 그들은 전투에서 성공을 거둘 수 있는 유일한 희망으로 방어선을 돌파하고 붕괴시키기 위해 정면 공격을 선택했다. 소련의 정보 제공으로 북한군은 유엔군이 부산 방어선을 따라 증강하고 있으며, 곧 공격을 감행하지 않으면 전투에서 승리할 수 없다는 것을 알고 있었다. 계획이 실패할 경우 대안으로 대구를 포위하고 그 도시에 있는 유엔군 부대를 파괴하려 했다. 이 임무의 일환으로 조선인민군은 먼저 대구로 가는 보급선을 끊었다.
8월 20일, 조선인민군 사령부는 예하 부대에 작전 명령을 내렸다. 명령된 계획에 따르면 유엔군 전선에서 동시에 5개의 공격이 필요했다. 이러한 공격으로 유엔 방어군을 따돌리고 조선인민군이 최소한 한 곳에서 전선을 돌파하여 유엔군을 퇴각시킬 수 있었다. 5개의 그룹이 조직되었다. 중앙 공격은 조선인민군 제3사단, 제13사단, 제1사단이 미국 제1기병사단과 대한민국 제1사단을 돌파하여 대구로 진격해야 됐다.

## 전투

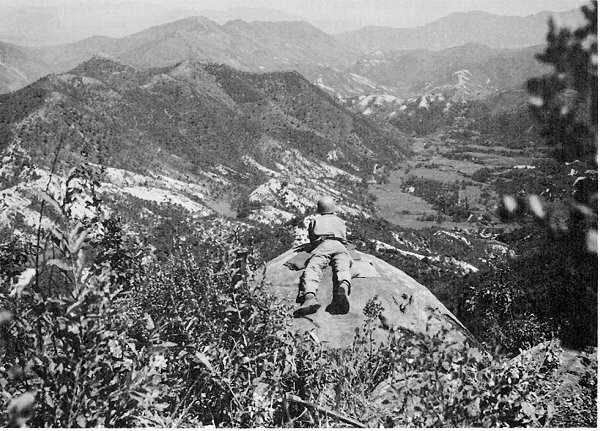
미군이 다부동 전투에서 북한이 점령한 518고지를 관찰하고 있다.

가산에서의 공격과 동시에 유엔군과 조선인민군 부대는 다부동 전투에서도 가까운 거리에서 교착 상태에 빠졌다. 9월 1일 조선인민군 제13사단의 김송준 소령은 유엔군에 귀순했다. 그는 조선인민군이 그날 해질녘에 본격적인 공격을 시작할 것이라고 보고했다. 또 13사단이 무기가 없는 2,000명을 포함한 4,000명의 병력을 교체했으며, 현재 약 9,000명의 병력으로 늘어났다고 말했다. 이 정보를 받은 제1기병사단장 호바트 R. 게이는 그의 사단의 모든 최전방 부대에게 공격에 대비하라고 경고했다. 대한민국 제1사단장 백선엽 소령도 공격을 위해 부하들을 긴장시켰다.

### 조선인민군의 공격
조선인민군의 공격이 9월 2일 밤에 일어날 것이라는 김송준의 경고 이후 대구 북부의 볼링장 지역이 공격받았다. 이 공격으로 상주에서 미8기병연대를 잘 대비하지 않았음을 알 수 있었다. 사단은 마을로 향하는 도로를 따라 제대로 배치되지 못했고, 효과적으로 반격할 예비 병력이 부족했다. 조선인민군은 9월 2일부터 3일까지 볼링장에서 서쪽으로 448고지와 다부동에서 북쪽으로 3.2km 떨어진 언덕에서 제8기병대 소속 2개의 대대를 공격하여 점령했다. 오른쪽의 대대는 공격을 받지는 않았지만 E사가 보급이 끊겨 철수해야 했다. 제3대대의 지휘관은 I중대를 다부동 바로 북쪽에 있는 봉쇄 위치에 배치했다. 9월 3일 오전 2시에 조선인민군 T-34 전차 2대와 보병 일부가 공격했다. 이 전투에서 I중대에서 많은 사상자가 나왔으나 공격을 격퇴했다. 전투로 지친 제2대대는 다부동 남쪽의 방어 진지에 급조된 제3대대를 통해 철수했다. 낮 동안 조선인민군 제1사단은 제8기병 I&R소대와 다부동에서 동쪽으로 6.4km 떨어진 902고지 언덕의 성벽도시 가산에서 경찰 분견대를 파견했다. 9월 3일, 유엔군 제8사단은 대구에서 북쪽으로 16km 떨어진 산 꼭대기에 위치한 다부동과 902고지를 모두 잃었다.

### 미군의 반격

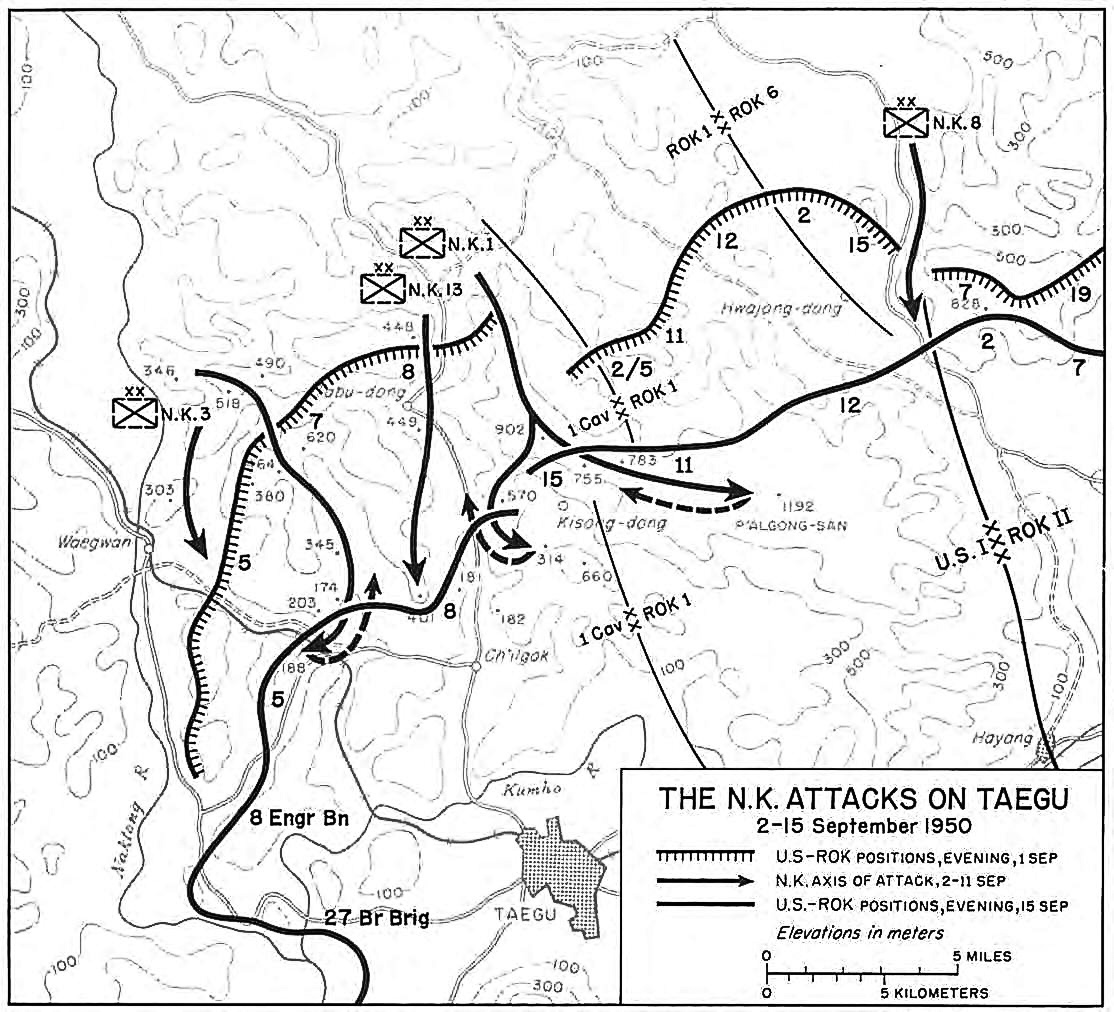
1950년 9월, 대구를 공격하는 조선인민군

유엔군 제8사단은 제1기병사단에게 902고지를 탈환하고 방어하라고 명령함으로써 조선인민군의 다부동 진격에 맞섰다. 대구에서 북쪽으로 16km 떨어진 이 지역에서 유엔군 제8사단이 남쪽의 시내로 들어오는 것을 관찰할 수 있었고, 조선인민군은 일반적인 정보를 전달하거나 포격 및 박격포 사격을 지휘하는 데 사용할 수 있었다. 902고지는 다부동 도로에서 너무 멀리 떨어져 있어서 차지하기 어려웠는데, 가까이 있었다면 이곳은 중심 통제 도로로 사용됐을 것이다. 조선인민군은 포병과 박격포 탄약이 부족했기 때문에, 관측소로써 이곳을 점거하며 얻을 이익이 적어졌다.

### 공병 공격
다음 날 아침인 9월 4일, D중대는 즉시 보병 병력으로 가산으로 이동하라는 명령을 받았다. E중대 8기병대가 나중에 식량과 물을 가져올 예정이었으므로 중대는 전투식량을 휴대하지 않았다. 공병 부대는 다부동 도로 동쪽으로 3.2km 떨어진 기성동 마을 근처 집결지에 도착했고, 그곳에서 홀리는 통신 지휘소를 설치했다. 가산의 가파른 경사면 기슭으로 이어지는 길을 따라 병력들이 이동하자 저격수 사격이 쏟아졌다. 중대에는 가산에 약 75명의 disorganized 북한군이 있다는 소식이 전달되었다. 그러나 실제로는 9월 3일 오후와 저녁에 북한군 제1사단 제2연대 제2대대가 가산 정상에 진지를 구축한 상태였다.
공병 중대는 9월 4일 정오쯤 남쪽 능선을 따라 오르막길을 오르며 공격을 시작했다. 1소대가 선두에 일렬로 서고 2소대와 3소대가 뒤를 따랐다. 팔머는 임무가 너무 중요하다고 여겨 그와 그의 군사정보 장교인 르네 J. 기라우드 대위가 공병들을 동반했다. D중대 2소대 소대 상사 제임스 N. 밴디그리프는 홀리보다 앞서 길을 오르던 중 잠시 대화를 나누며 공격이 "자살 공격"이라고 생각한다고 말했다.
길을 따라 1 마일 (1.6 km)도 채 안 되는 곳에서 D중대는 오른쪽 측면에서 기관총 사격을 받아 여러 명의 사상자가 발생했다. 케네디는 밴디그리프의 분대를 이끌고 기관총을 제압하겠다는 요청을 거부했고, 3소대의 M1918 브라우닝 자동소총 사격으로 기관총이 침묵할 때까지 병력들은 가능한 한 사격선을 피해 전진했다. 길을 더 올라가자 또 다른 북한군 기관총이 오른쪽 길을 따라 사격하여 진격을 막았고, 미군 포병 사격으로 기관총이 침묵할 때까지 진격이 지연되었다. 병력들은 막다른 길 같은 도로를 벗어나 왼쪽 계곡으로 내려가 계속 등반했다. 이 상승 단계에서 북한군의 박격포 사격으로 두 명이 사망하고 여덟에서 열 명이 부상당했다. 이때 2소대장은 콩팥 질환으로 쓰러졌고, 지휘권은 밴디그리프에게 넘어갔다. 밴디그리프는 이제 중대의 선두에 선 자신의 소대를 이끌고 계곡을 올라갔고, 약 17:00경 작은 능선 아래 터널을 통과하여 돌담 안으로 902고지 정상의 남쪽 팔 부분인 755고지의 사발 모양 정상부에 도달했다. 2소대와 3소대가 곧 그 순서로 도착했다. 정상 근처에서 팔머는 게이로부터 산에서 내려오라는 무전 명령을 받았다. 게이는 팔머가 공격에 동행했는지 알지 못했다.

### 가산 방어
케네디는 중대 병력 90명을 서쪽에서 북동쪽으로 이어지는 호를 그리며 배치했다. 2소대는 돌담 근처 왼쪽 측면을, 1소대는 숲이 우거진 작은 언덕의 중앙 위치를, 3소대는 숲 가장자리의 오른쪽 측면을 맡았다. 정상에 도착하자마자 소위 토머스 T. 존스 3소대장은 동쪽의 풀밭 능선에서 1,000 야드 (910 m) 떨어진 곳에서 북한군 박격포 3개가 발사되는 것을 보고 들었다. 그는 케네디에게 이 박격포에 포병 사격을 지시해야 한다고 제안했지만, 케네디는 그 제안에 따라 행동하지 않았다. 케네디는 2소대 진지 뒤 터널 안에 지휘소를 설치했다. D중대 진지는 돌담으로 둘러싸인 구역 안에 완전히 위치했으며, 돌담은 북동쪽 3소대 진지 근처가 무너져 관목과 나무로 덮인 곳을 제외하고는 거의 손상되지 않았다. 존스는 소대 상사와 분대장들에게 자신이 풀밭 능선 너머에서 본 북한군 박격포를 향해 숲 가장자리에 자리를 잡으라고 지시했다. 그는 케네디와 잠시 대화한 후 몇 분 더 머물렀다. 몇 분 후 존스는 숲 가장자리에서 3분대 병력들과 합류했다. 그들은 그에게 소대 상사와 나머지는 더 나아가 보이지 않는다고 말했다. 그가 지형을 살피고 마지막 분대를 데려오기 위해 보낸 전령을 기다리는 동안, 북한군은 그 뒤의 주력 중대 진지를 공격했다. 존스는 자신이 들은 소리로 판단할 때, 북한군이 자신과 나머지 중대 사이에 있는 숲이 우거진 분지에 대규모로 이동했다고 생각했다. 존스는 3분대에게 다시 돌아가지 못했다. 그와 소대 나머지 병력들은 능선에서 왼쪽 계곡으로 내려갔다.
그날 밤 존스와 그와 함께 있던 여덟 명의 병력은 정상 바로 아래 계곡에 머물렀다. 무전기가 없어서 그는 중대 나머지 병력과 통신할 수 없었고, 그들은 파괴되었거나 언덕에서 쫓겨났다고 생각했다. 다음 날 미군 전투기가 언덕 꼭대기를 기총 소사했을 때 그의 믿음은 더욱 확고해졌다. D중대 병력은 아무도 그곳에 없었다. 전진 분대의 일부 병력은 미군 전선으로 돌아갔지만, 존스와 그와 함께 있던 여덟 명의 병력은 9월 10일 가산 기슭 근처에서 북한군 전선을 뚫으려다 북한군에게 포로로 잡혔다. 3소대에 대한 이 설명은 왜, 그날 저녁 D중대에 다시 합류한 3분대를 제외하고는, 도착하자마자 거의 바로 전투에서 벗어나 정상에서 사라졌는지, 당시 케네디와 나머지 중대에는 알려지지 않았던 이유를 설명한다.

### 북한군, 755고지를 공격
D중대가 755고지에 도달한 지 약 30분 후, 북한군 1개 대대로 추정되는 병력이 902고지 정상에서 755고지로 남쪽으로 이어지는 비탈을 따라 공격을 시작했다. 주 공격은 밴디그리프가 두 개의 기관총을 설치하고 장전한 직후 밴디그리프의 2소대를 강타했다. 이 기관총과 왼쪽의 15 피트 (4.6 m) 벽의 보호 덕분에 D중대는 이 공격을 막아낼 수 있었고, 2소대에서는 1명이 사망하고 3명이 부상당했다. 그날 밤, 북한군의 박격포와 소총 사격이 중대를 괴롭혔고, 몇 차례 소규모 정찰 공격이 있었다. 3소대와 통신이 두절되자 케네디는 정찰대를 3소대의 예상 위치로 보냈다. 정찰대는 아무도 찾을 수 없었지만, 소대의 로켓 발사기와 두 개의 경기관총을 발견했다고 보고했다.

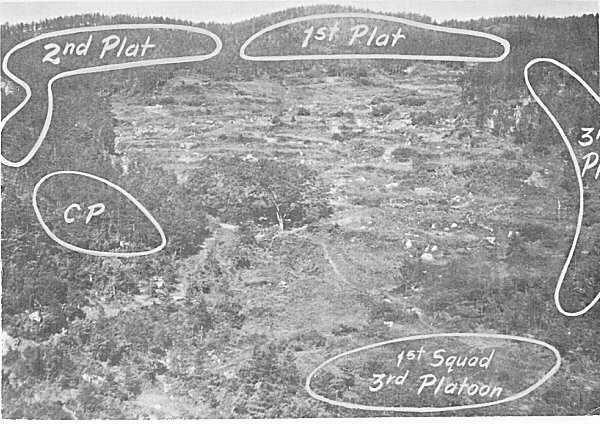
D중대의 755고지 방어선

9월 5일 새벽, 북한군이 공격했다. 공병들은 이 공격을 격퇴했지만 일부 사상자가 발생했다. 북한군의 사격으로 밴디그리프의 무전기가 파괴되어 케네디의 지휘소와 통신하기 위해 전령을 사용해야 했다. 탄약이 부족했고, 미군 C-47 스카이트레인 항공기 3대가 공중투하를 위해 상공에 나타났다. 케네디는 주황색 식별 패널을 펼쳤지만, 북한군도 비슷한 패널을 펼쳤다. 비행기들은 선회하다가 결국 탄약과 식량 묶음을 북한군 진지에 투하했다. 공중투하 직후, F-51 머스탱 전투기 두 대가 날아와 D중대를 공격했다. 북한군의 패널이 화물기와 전투기 모두를 오도한 것이다. 전투기들은 D중대 진지 내에 네이팜탄 두 개를 투하했지만, 부상자는 없었다. 전투기들은 그 다음 2소대 진지를 기총 소사했지만, 다시 사상자는 발생하지 않았다. 이 공습 직후, 북한군이 진지를 공격했고, PPSh-41 "기관단총" 사격으로 케네디는 다리와 발목에 부상을 입었다.
10:00에서 11:00 사이에 제8기병연대 E중대 선발 소대가 755고지 정상에 도착하여 D중대 진지 안으로 들어왔다. 일부 공병들은 E중대 병력들이 자신들을 확인하기 전에 사격을 가했다. E중대 소대는 밴디그리프의 오른쪽에 진지를 잡았고, 케네디는 합동 부대의 지휘권을 E중대 지휘관에게 넘겼다. 케네디는 부상당한 12명의 병력을 모아 그들과 함께 산을 내려가기 시작했다. 그들은 대부분 소총 사격 아래에 있었다. 한국인 지게 지게꾼들이 미군 장교의 인솔 하에 아침에 보급품을 가지고 산을 오르기 시작했다. 북한군의 사격으로 여러 명의 지게꾼이 사망하고 그들은 돌아섰다.
전날, E중대는 D중대를 따라 755고지로 향하는 것이 지연되었다. 공병 중대가 9월 4일 길을 오르기 시작한 직후, E중대는 산기슭의 홀리의 지휘소에 도착했다. 당시 북한군의 박격포 사격이 길에 떨어지고 있었고, 중대장은 그 때문에 진격할 수 없다고 말했다. 홀리는 이 정보를 팔머에게 무전으로 알렸고, 팔머는 다른 중대장을 지명했다. 이 두 번째 장교는 곧 다리에 부상을 입었고, 홀리는 그 다음 세 번째 장교를 지명했고, 그는 그날 저녁 20:00경 E중대와 함께 산을 오르기 시작했다. 북한군의 사격은 동이 트기 전에 중대를 정상까지 500 야드 (460 m) 못 미쳐 멈추게 했다. 이 중대는 북한군 13사단이 9월 2일 저녁 공격을 개시하고 다부동 북쪽 2대대를 덮쳤을 때 포위된 바로 그 중대였다. 이러한 경험과 연대에 다시 합류하기 위한 우회로 인해 지치고 사기가 저하된 E중대 병력들은 사기가 저하되고 있었다.
E 중대 소대가 밴디그리프와 합류한 직후, 북한군이 다시 공격했다. E 중대 보병들은 박격포는 가져오지 않고 오직 소총만 가져왔다. 이러한 상황에서 밴디그리프는 3.5인치 로켓 발사기를 들고 북한군 공격자들에게 발사하여 공격을 중단시켰다. 이 시점에서 밴디그리프의 병력들은 탄약이 거의 바닥났다. 그는 병력들에게 도달할 수 있는 북한군 전사자들에게서 모든 무기와 탄약을 수집하도록 지시했고, 이러한 방식으로 약 30~40정의 소총, 5정의 PPSh-41 기관단총, 그리고 몇 개의 수류탄을 비상용으로 확보했다.
이러한 무기를 수집하는 과정에서 밴디그리프는 3분대의 BAR 사수였던 일병 멜빈 L. 브라운의 진지 옆을 지나갔다. 브라운은 소대 진지의 맨 왼쪽, 벽의 높이가 약 6 피트 (1.8 m)에 불과한 지점에서 벽 옆에 있었다. 브라운의 진지 주변 벽 아래에는 15~20구의 북한군 시체가 있었다. 그날 아침 일찍, 약 08:00경, 케네디는 브라운을 방문하여 브라운이 BAR 사격으로 사살한 북한군 시체 5구를 보았다. 그 후 브라운은 자동 소총 탄약, 그리고 몇 개의 수류탄을 모두 소진했고, 마침내 야전삽을 사용하여 벽을 기어오르려는 북한군을 머리를 때려 제압했다. 브라운은 아침 일찍 어깨에 약간의 부상을 입었지만, 스스로 붕대를 감고 진지를 떠나기를 거부했다.

### 가산 철수

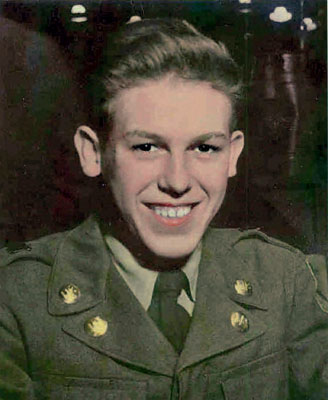
멜빈 브라운, 가산에서 전사했고 나중에 이 공로로 명예훈장을 받았다.

13:30 게이는 제8기병연대에게 가산에서 병력을 철수하라고 명령했다. 게이는 자신이 가산을 확보하고 유지하기에 병력이 부족하며, 북한군이 포병 및 박격포 사격을 지휘하는 관측 지점으로서 가산을 활용할 탄약이 부족하다고 판단했다. 그러나 홀리는 D중대, 제8공병대대와 연락할 수 없었다.
다시 비가 내리기 시작했고, 짙은 안개가 산 정상에 끼어 시야가 크게 줄어들었다. 다시 북한군이 2소대와 인접한 E중대 보병들을 공격했다. 공병 중 한 명이 목에 총을 맞았고, 밴디그리프는 그를 중대 지휘소로 보냈지만, 그는 지휘소가 더 이상 없으며, 아무도 찾을 수 없었고 북한군 시체만 봤다고 보고하며 돌아왔다. 밴디그리프는 이제 E중대 소대를 지휘하는 부사관에게 가서 이 사실을 알렸다. 두 사람은 철수하기로 결정했다.
밴디그리프와 그의 부하들이 산에서 철수하기 시작하자, 소대 구역에는 거의 모든 방향에서 북한군의 총격이 쏟아졌다. 분대장들은 소대가 가져갈 수 없는 무기들을 분해하기 시작했다. 이때 그들은 브라운이 죽었다는 것을 알게 되었다. 밴디그리프는 부하들에게 남겨질 시체에서 군번줄을 제거하지 말라고 말했다. 군번줄이 나중에 신원을 확인할 수 있는 유일한 수단이 될 것이기 때문이었다. 밴디그리프는 소대를 V자 형태로 배치하고, 올라왔던 길을 따라 언덕을 내려갔고, 도중에 부상당한 네 명의 병사를 태웠다.
산기슭에서 홀리와 다른 이들은 오후에 E 중대 병력들이 정상에서 내려오는 것을 보았고, 나중에는 공병 중대 병력들도 내려오는 것을 보았다. 각 집단은 자신들이 최후의 생존자들이라고 생각했고, 혼란스럽고 상충되는 이야기를 했다. D 중대의 남은 모든 대원들이 집결했을 때, 홀리는 중대가 50%의 사상자를 냈다는 것을 발견했다; 18명이 부상당했고 30명이 작전 중 실종되었다.

### 북한군의 재정비
국군 1사단 병사들은 9월 4일 가산 근처에서 북한군 병사 한 명을 포로로 잡았는데, 그는 가산에 약 800명의 북한군 병력이 있고, 북쪽에서 3개 대대가 더 뒤따르고 있다고 말했다. 공병 중대는 북한군 점령 지역 내에 잠시 방어선을 구축하는 데 성공했을 뿐이었다. 9월 5일 저녁, 가산은 북한군 수중에 확고히 들어갔으며, 산 정상과 전방 경사면에는 약 1,500명의 병력으로 추정되는 5개 대대가 있었다. 82mm 박격포탄과 쌀을 운반하는 북한군 소달구지가 낮 동안 가산 정상에 도달했다고 보고되었다. 국군 1사단은 며칠 후 가산 남쪽에서 이 소달구지를 포획했다. 9월 10일까지 T-6 모스키토 정찰기가 관측한 바에 따르면, 가산 능선에는 400-500명의 북한군이 있었다.
이제 가산을 확고히 점령한 북한군 13사단과 1사단은 대구로 향하는 내리막길을 계속 압박할 준비를 마쳤다. 미군 병력이 가산에서 쫓겨난 다음 날인 9월 6일, 북한군은 다부동 아래 4.8km 지점에 도로 차단을 설치하고, 다른 부대들은 가산 남서쪽 3.2km 지점에 있는 570고지를 점령하여 동쪽에서 대구 도로를 내려다보게 되었다. 다음 날 아침, 제16정찰대대 소속 전차 5대가 도로 차단에 대한 공격을 이끌 준비를 했다. 북한군 병력은 도로 서쪽의 논과 동쪽의 언덕에 있었다. 게이 사령관이 직접 작전을 관찰했다. 전차 공격은 논의 북한군을 빠르게 처리했지만, 미군 보병은 도로 동쪽 언덕을 정리하는 데 몇 시간을 보냈다.
9월 7일 북한군 포병은 제9야전포병대대와 제99야전포병대대의 포대를 포격하여 낮 동안 두 개 포대를 이동시켰다. 미군 공습과 포병은 902고지와 570고지 모두를 계속 강력하게 공격했다. 이날 제1기병사단이 거의 모든 곳에서 후퇴했음에도 불구하고, 워커 사령관은 제1기병사단과 국군 제2군단에게 902고지와 가산을 공격하여 점령하라고 명령했다. 그는 국군 1사단과 미군 1기병사단에게 서로 경계를 정하고 공격 중 물리적 접촉을 유지하도록 지시했다.
9월 8일 아침, 해럴드 K. 존슨 중령의 제3대대, 제8기병대가 밤에 이전 진지에서 철수 한 후 570고지에서 북한군을 몰아내려고 했다. 이 산맥의 세 봉우리는 구름에 덮여 있어 공습이나 포병 및 박격포 사격으로 보병 공격을 지원하는 것이 불가능했다. 존슨은 세 개 중대 모두를 세 봉우리에 대한 공격에 투입했다. 그중 두 개는 목표를 달성했으며, 하나는 거의 저항 없이, 다른 하나는 북한군 병사들이 땅에서 잠들어 있는 것을 발견했다. 그러나 북한군의 반격으로 이 두 번째 봉우리를 되찾았다. 570고지에 있는 주력 북한군 병력은 세 봉우리 중 세 번째이자 가장 높은 봉우리에 있었고, L중대의 공격에 맞서 확고히 방어했다. I 중대장과 L 중대 행정 장교가 전사했으며, 여러 명의 부사관도 전사했다. 대구 북쪽 13km 지점에 있는 570고지에는 약 1,000명의 북한군 병력이 있었고, 9월 8일 워커는 제1기병사단 섹터의 동쪽 측면에 대한 지속적인 압박이 낙동강 방어선 유엔군에 대한 가장 즉각적인 위협이라고 판단했다.
같은 날인 9월 8일, 북한군이 570고지 남동쪽의 314고지와 660고지를 위협하자 제1기병사단은 제3대대, 제7기병연대의 570고지에 대한 공격 계획을 취소했다.

### 대구 위협
대구로 진격하는 와중에 유엔군의 탄약 부족이 심각해졌다. 상황이 너무 심각하여 유엔군 사령관 원수 더글러스 맥아더는 9월 9일 일본 요코하마와 부산으로 향하는 105mm 포탄 172,790발을 싣고 9월 11일 도착 예정인 탄약선 두 척이 선박의 안전을 고려하여 최대 속도로 항해하도록 독촉하는 메시지를 보냈다. 9월 10일 미 제8군은 105mm 곡사포 탄약의 하루 할당량을 비상시를 제외하고는 포당 50발에서 25발로 줄였다. 기총 탄약도 심각하게 부족했다. 한국에 처음 도착한 8인치 곡사포를 보유한 제17야전포병대대는 탄약 부족으로 전투에 참여할 수 없었다.
북한군 1사단은 이제 제1기병사단의 우익을 따라 국군 1사단의 작전 구역으로 이동하기 시작했다. 1,200명의 병력을 가진 제2연대는 902고지 인근에서 동쪽으로 9.7km 이동하여 우뚝 솟은 해발 4,000-피트-high (1,200 m)의 팔공산에 도달했다. 9월 10일 동이 틀 무렵 팔공산 정상에 도착했고, 얼마 후 새로운 보충병들이 국군 진지를 향해 돌격했다. 국군은 돌격을 격퇴하고 공격 병력의 약 3분의 2를 사살하거나 부상시켰다.
미 제1기병사단은 이제 대부분의 전투 부대를 대구 북쪽 우측 측면에 집중시켰다. 제8기병연대에 배속된 제3대대, 제7기병대는 대구 북쪽 9.7km 지점의 다부동 도로를 가로지르는 181고지와 182고지에서 그 연대 뒤에 있었다. 제7기병연대의 나머지 병력(제1대대는 그날 중 연대에 재합류했다)은 금호강 계곡의 후방에 북한군과 대구 비행장 사이에 위치해 있었는데, 비행장은 도시 북동쪽 4.8km 지점에 있었다. 미 제5기병연대는 대구 북서쪽 13km 지점의 왜관읍 도로를 가로지르는 언덕에 배치되어 있었다. 그 왼쪽에는 제8공병대대 전체가 보병으로 배치되어 대구 동쪽 낙동강과의 합류점 근처의 금호강을 가로지르는 다리를 방어하는 임무를 맡았다.
9월 11일 660고지와 314고지 인근 대구 북부에서 전투는 격렬하고 혼란스러웠다. 한때 제1기병사단은 제3대대, 제7기병대의 차단 진지로 돌파당할까 봐 우려했다. 사단의 소총 중대는 병력이 매우 부족했다. 존슨은 나중에 이 기간 동안 100명의 병력을 가진 제3대대, 제8기병대의 어떤 중대든 그날의 공격 중대였다고 진술했다.

### 314고지
9월 11일 제3대대, 제8기병대가 570고지를 다시 헛되이 공격하는 동안, 북한군 병력은 570고지에서 남동쪽으로 3.2km 떨어진 314고지 정상에 위치했다. 실제로는 두 언덕 덩어리는 인접해 있으며 낮은 경사면은 서로 소총 사정거리 내에 있다. 북한군은 16정찰중대를 언덕에서 몰아냈고, 이전에 대구에서 지원 위치에 급히 투입된 한국군 제5훈련대대만이 북한군이 이 지형적 특성을 완전히 장악하는 것을 막을 수 있었다. 이 한국군 대대는 314고지의 역경사면 일부를 여전히 점령하고 있었고, 제3대대, 제8기병대가 570고지 공격에서 현장으로 급히 이동하여 진지를 탈환하려 했다. 한국군 대대는 두 번이나 공격하여 정상에 도달했지만 점령할 수 없었고, 낮은 남쪽 경사면에 진지를 구축했다. 제3대대, 제7기병대 지휘소는 9월 12일 공격 명령을 내리고 8기병대 전선을 뚫고 314고지를 공격할 준비를 하는 동안 침투하는 북한군과 싸워야 했다.
12일의 이 공격은 북한군 13사단과 1사단을 대구 북쪽에서 저지하려는 더 큰 미군과 한국군의 반격의 일부였다. 제2대대, 제7기병대는 314고지 동쪽의 660고지에서 한국군 부대를 구출했고, 그 언덕을 확보하는 임무를 맡았다. 더 동쪽으로는 한국군 1사단이 팔공산에서 가산 방향으로 공격하는 임무를 맡았다. 이 시점에서 북한군이 점령한 대구에서 가장 가까운 지점은 314고지였다. 북한군 13사단은 314고지의 점령을 중요하게 생각했고, 약 700명의 병력을 그곳에 집중시켰다. 북한군은 314고지를 다음 대구 진격에 사용할 계획이었다. 314고지에서 대구까지 관측할 수 있었고, 대구 분지를 둘러싼 남쪽의 작은 언덕들을 통제했다. 314고지는 실제로는 570고지 동쪽에 인접해 있으며 깊은 계곡으로만 분리된 500 미터 (1,600 ft) 높이의 언덕 덩어리의 남쪽 봉우리이다. 남쪽 지점은 314 미터 (1,030 ft)까지 솟아 있으며, 능선은 일련의 봉우리들로 북쪽으로 이어진다. 능선은 1 마일 (1.6 km) 길이에 걸쳐 있으며, 언덕 덩어리의 모든 면은 매우 가파르다.
제임스 H. 린치 중령의 제3대대, 제7기병대는 314고지에 대한 공격 전날 후방 부대를 제외하고 535명의 병력이 있었다. 이 대대는 8월 말 한국에 도착했다. 9일 전 시작된 518고지에서의 제7기병대의 작전은 그들의 첫 작전이었고, 314고지 공격은 두 번째였다. 이번 대대 공격 계획은 518고지에서 사용된 것과는 완전히 달랐고, 그 실패의 직접적인 결과였다. 314고지 공격 계획의 핵심은 좁은 능선 꼭대기에 가능한 한 많은 소총수를 집결시키는 것이었는데, 518고지에서는 소총 소대, 때로는 분대만의 화력만이 북한군에 대항할 수 있었다. 탄약 부족으로 314고지에는 포병 준비 사격이 없었지만, 9월 12일 11:00에 린치 대대가 L중대를 왼쪽에, I중대를 오른쪽에 두고 낮은 경사면에서 공격을 시작하기 전에 공습이 있었다.
대대가 이동하자마자 북한군의 120mm 박격포탄이 이미 떨어지고 있었다. 500 야드 (460 m) 동안 산발적인 소총과 기관총 사격만 마주쳤다. 그 후 북한군의 소총 사격이 격렬해지고 미리 조준된 박격포탄이 병력들에게 쏟아져 진격이 늦춰졌다. 왼쪽에서는 L중대 병력들이 약 400명의 북한군이 반격을 준비하는 것을 볼 수 있었다. 그들은 공습을 요청했지만, 지정된 비행기들은 연료를 재급유 중이었다. 병력들은 여전히 포병, 박격포, 소총 사격을 결합하여 반격을 격퇴할 수 있었다. 14:00에 공습이 시작되어 능선 정상과 북쪽 경사면을 덮쳤다. 이 무렵 북한군의 박격포 사격으로 많은 사상자가 발생했고, L중대와 I중대의 병력들이 뒤섞였다. 그러나 518고지에서의 작전과 달리, 많은 장교들이 사상자가 되었음에도 불구하고 병력들은 대부분 자발적으로 공격을 계속했다. 중대의 많은 장교들은 부상을 입었지만 후송을 거부하고 계속 공격했다. 공습 15분 후, 3대대는 정상으로의 공격을 재개했다. 정상에 가까워지자 북한군은 격렬한 반격을 개시하며 근접전으로 교전했다. 일부 병사들은 정상에 도달했지만 북한군의 박격포와 기관총 사격으로 쫓겨났다. 그들은 두 번째로 정상에 도달했지만 점령할 수 없었다. 또 다른 공습이 북한군을 강타했다. 그리고 세 번째로, 중대장은 그의 병력들을 이끌고 정상으로 향했다. 병사들은 정상까지 마지막 구간을 60도 경사면을 기어올라갔고, 그곳에서 북한군과 근접전을 벌여 진지를 점령했다. 두 미군 중대의 남은 병력은 언덕을 확보한 후 공동으로 재정비했다. L중대에는 40명 미만의 병력만 남았고, I중대에는 약 40명의 병력만 남았다. 후자는 모든 장교를 잃었다.
게이는 이 작전이 너무 뛰어나다고 생각하여 특별 연구를 지시했다. 그는 제3대대가 처음 두 시간 동안 229명의 전투 사상자를 냈다는 것을 발견했다. 이 중 38명이 사망하고 167명이 부상당했으며, 나머지는 미국 육군에 증원된 한국군이었다. 대대 의무소는 130명의 사상자를 치료했다고 보고했다. 다른 부상자들은 제8기병대 의무소에서 치료를 받았다. 경미한 부상을 입은 많은 병사들은 전투가 끝날 때까지 치료를 요청하지 않았으며, 518고지에서 발생한 18건의 전투피로증 사례와는 달리 5건만 발생했다. 북한군의 박격포 사격이 사상자의 80%를 차지했다.
대대는 다음 6일 동안 314고지를 점령하고 많은 양의 북한군 장비와 탄약을 수집했다. 314고지의 북한군 병사들은 미군 군복, 헬멧, 전투화를 착용했다. 그들 중 다수는 M1 소총과 기총을 가지고 있었다. 언덕에는 약 200구의 북한군 시체가 있었다. 그곳에 있었을 것으로 추정되는 다른 500명 중 대부분은 부상당했거나 실종되었다. 314고지 작전 중에 북한군이 저지른 몇 가지 전쟁 범죄가 드러났다. 9월 12일 언덕에서 최종 작전이 진행되는 동안, 병력들은 묶여서 휘발유를 뿌리고 불태워진 미군 장교를 발견했다. 이틀 후 대대원들은 언덕에서 손이 묶인 다른 미군 병사 4명의 시체를 발견했다. 시체에는 병사들이 묶인 채 총검과 총에 맞았다는 증거가 있었다.

### 마지막 이동
9월 12일 314고지 점령 이후, 대구 북쪽 상황은 호전되었다. 9월 14일 제2대대, 제8기병대는 314고지에서 지원 사격을 받으며 공격하여 13사단 19연대 소속 북한군으로부터 570고지 일부를 탈환했다.
오른쪽 육군 경계를 넘어 국군 1사단은 계속 북서쪽으로 공격하여 가산 외곽으로 진격했다. 국군 11연대는 9월 14일 어둠이 깔릴 무렵 755고지를 점령했고, 국군 15연대의 소규모 부대들이 동시에 가산 지역의 돌 성벽에 도달했다. 국군과 북한군 병력들은 밤새도록 15일까지 가산에서 755고지와 783고지, 그리고 팔공산으로 이어지는 높은 산맥의 여러 지점에서 싸웠다. 국군이 포로로 잡은 이들은 이 높은 능선에 약 800명의 북한군이 있었다고 추정했다. 국군 1사단은 나중에 가산 성벽 내에 약 3,000명, 정상 근처 외부에 약 1,500명 또는 2,000명의 북한군이 있었다고 추정했다. 이 시점에 북한군 1사단 주력 부대는 점차 가산과 그 주변으로 후퇴하고 있었다. 북한군 13사단도 북쪽으로 후퇴하고 있다는 징후가 있었다. 9월 14일 오후 항공 관측자들은 약 500명의 북한군 병력이 다부동에서 북쪽으로 이동하고 있다고 보고했다. 이러한 징후들이 희망적이었지만, 워커는 대구에 대한 최종 근접 방어를 계속 준비했다. 이 일환으로 14개 대대의 한국 경찰이 도시 주변에 진지를 구축했다.
대구 북쪽에서 전투는 15일에도 끊이지 않고 계속되었다. 제2대대, 제8기병대는 여전히 다부동 고속도로 동쪽의 570고지를 장악하기 위해 싸웠다. 반대편에서는 제2대대, 제8기병대가 8기병연대와 5기병연대 사이의 틈을 뚫고 들어온 북한군 병력이 있는 401고지를 공격했다. 401고지 전투는 특히 격렬했다. 밤이 되자 양측 모두 산에 병력을 배치했다.

### 북한군의 철수
인천 상륙 작전은 북한군을 측면에서 공격하여 모든 주요 보급 및 증원 경로를 차단했다. 9월 16일 미 제8군은 돌파 작전을 시작했다. 9월 19일 유엔군은 북한군이 밤새 부산 방어선의 상당 부분을 포기했음을 발견했고, 유엔군은 방어 진지에서 진격하여 점령하기 시작했다. 대부분의 북한군 부대는 가능한 한 많은 병력을 북한으로 이동시키기 위해 지연 작전을 수행하기 시작했다. 북한군은 9월 18~19일 밤 마산 지역에서 가장 먼저 철수했다. 그곳의 병력들 이후, 나머지 북한군은 북쪽으로 빠르게 철수했다. 유엔군은 더 이상 전략적 중요성이 없는 낙동강 진지를 지나 북쪽으로 빠르게 추격했다.

## 전쟁의 영향
조선인민군 13사단과 1사단은 전투에서 괴멸에 가까운 피해를 입었다. 1사단은 9월 1일 공세가 시작될 당시 5,000명의 병력을 보유하고 있었고, 13사단에서는 9,000명이 있었다. 하지만 10월까지 1사단의 병력 중 2,000명만이 북한으로 후퇴할 수 있었다. 사단 소속 군인들의 대부분은 죽거나 포로가 되거나 버려졌지만, 조선인민군 13사단은 완전히 전멸했다. 소수의 고립된 부대들만이 조선민주주의인민공화국으로 돌아온 것으로 알려져 있다. 포병 사령관, 사단 외과의, 참모장, 3개 연대 사령관 중 2명 등 대부분의 사단 장교들도 돌아왔다. 인민군 19연대가 단양에서 항복했을 때 남은 병력은 167명에 불과했다. 결국 처음 9,000명 중 수백 명만이 북한으로 돌아올 수 있었다. 인민군 제2군단도 비슷한 상황이었고, 인민군은 패배하기 직전이었다.
이때까지 미 제1기병사단은 부산수비대에서 당시 전사 770명, 부상 2,613명, 포로 62명의 피해를 입었다. 여기에는 약 600명의 사상자가 있었으며, 이들 중 200명이 지난 달 이미 대구 전투에서 사망했다. 미군은 계속해서 격퇴되었지만 조선인민군이 부산 방어선을 돌파하는 것을 막을 수 있었다. 사단은 9월 1일에는 14,703명까지 줄었지만, 많은 사상자에도 불구하고 공격하기에 좋은 위치에 있었다. 이 전투에서 한국군 사상자는 확실하지 않지만 상당할 것으로 예상되었다. 한국군 제1사단은 9월 1일 10,482명으로 집계되었다.

### 내용주
1. ↑  정확한 통계를 예측하기 어렵지만, 피해가 클 걸로 추정된다.[1]

### 참조주
1. 1 2 3  Appleman 1998, 604쪽
2. ↑  Appleman 1998, 392쪽
3. ↑  Fehrenbach 2001, 138쪽
4. ↑  Varhola 2000, 6쪽
5. 1 2  Appleman 1998, 393쪽
6. ↑  Appleman 1998, 367쪽
7. ↑  Bowers, Hammong & MacGarrigle 2005, 149쪽
8. ↑  Appleman 1998, 369쪽
9. ↑  Fehrenbach 2001, 130쪽
10. ↑  Alexander 2003, 139쪽
11. ↑  Appleman 1998, 353쪽
12. ↑  Alexander 2003, 143쪽
13. 1 2  Catchpole 2001, 31쪽
14. ↑  Fehrenbach 2001, 136쪽
15. ↑  Fehrenbach 2001, 135쪽
16. 1 2  Fehrenbach 2001, 139쪽
17. ↑  Millett 2000, 508쪽
18. ↑  Alexander 2003, 181쪽
19. 1 2  Appleman 1998, 395쪽
20. ↑  Appleman 1998, 396쪽
21. ↑  Catchpole 2001, 34쪽
22. 1 2  Appleman 1998, 411쪽
23. 1 2  Alexander 2003, 182쪽
24. ↑  Fehrenbach 2001, 140쪽
25. 1 2 3 4 5 6 7  Catchpole 2001, 35쪽
26. 1 2  Appleman 1998, 421쪽
27. ↑  Fehrenbach 2001, 141쪽
28. 1 2  Appleman 1998, 422쪽
29. ↑  Appleman 1998, 424쪽
30. 1 2 3 4  Appleman 1998, 425쪽
31. 1 2 3  Appleman 1998, 426쪽
32. 1 2 3 4  Appleman 1998, 427쪽
33. ↑  Fehrenbach 2001, 155쪽
34. 1 2 3 4  Appleman 1998, 428쪽
35. 1 2 3  Fehrenbach 2001, 156쪽
36. 1 2 3 4  Appleman 1998, 429쪽
37. 1 2 3 4 5  Appleman 1998, 430쪽
38. 1 2 3 4  Appleman 1998, 431쪽
39. 1 2 3 4 5 6 7 8 9 10 11 12 13 14  Fehrenbach 2001, 157쪽
40. 1 2 3 4 5  Appleman 1998, 432쪽
41. ↑  Alexander 2003, 184쪽
42. 1 2 3 4  Appleman 1998, 433쪽
43. 1 2 3 4  Appleman 1998, 434쪽
44. 1 2 3 4 5  Appleman 1998, 435쪽
45. 1 2 3 4  Fehrenbach 2001, 158쪽
46. ↑  Alexander 2003, 186쪽
47. ↑  Catchpole 2001, 33쪽
48. ↑  Appleman 1998, 436쪽
49. ↑  Appleman 1998, 568쪽
50. ↑  Fehrenbach 2001, 159쪽
51. ↑  Bowers, Hammong & MacGarrigle 2005, 179쪽
52. ↑  Alexander 2003, 187쪽
53. 1 2  Appleman 1998, 570쪽
54. ↑  Bowers, Hammong & MacGarrigle 2005, 180쪽
55. ↑  Ecker 2004, 16쪽
56. ↑  Ecker 2004, 14쪽
57. 1 2  Appleman 1998, 382쪽

### 참고 서적
- Alexander, Bevin (2003), 《Korea: The First War We Lost》, Hippocrene Books, ISBN 978-0-7818-1019-7
- Appleman, Roy E. (1998), 《South to the Naktong, North to the Yalu: United States Army in the Korean War》, Department of the Army, ISBN 978-0-16-001918-0, 2014년 2월 7일에 원본 문서에서 보존된 문서, 2022년 7월 3일에 확인함
- Bowers, William T.; Hammong, William M.; MacGarrigle, George L. (2005), 《Black Soldier, White Army: The 24th Infantry Regiment in Korea》, Honolulu, Hawaii: University Press of the Pacific, ISBN 978-1-4102-2467-5
- Catchpole, Brian (2001), 《The Korean War》, Robinson Publishing, ISBN 978-1-84119-413-4
- Ecker, Richard E. (2004), 《Battles of the Korean War: A Chronology, with Unit-by-Unit United States Casualty Figures & Medal of Honor Citations》, McFarland & Company, ISBN 978-0-7864-1980-7
- Fehrenbach, T.R. (2001), 《This Kind of War: The Classic Korean War History – Fiftieth Anniversary Edition》, Potomac Books Inc., ISBN 978-1-57488-334-3
- Gugeler, Russell A. (2005), 《Combat Actions in Korea》, University Press of the Pacific, ISBN 978-1-4102-2451-4
- Millett, Allan R. (2000), 《The Korean War, Volume 1》, Lincoln, Nebraska: University of Nebraska Press, ISBN 978-0-8032-7794-6
- Varhola, Michael J. (2000), 《Fire and Ice: The Korean War, 1950–1953》, Da Capo Press, ISBN 978-1-882810-44-4